# 鈴木元長
鈴木 元長（すずき もとなが、1884年（明治17年）8月31日 - 1941年（昭和16年）7月14日）は、大日本帝国陸軍軍人。最終階級は陸軍中将。

## 経歴
広島県出身。1904年（明治37年）10月24日に陸軍士官学校（16期）を卒業し、同年11月1日に工兵少尉に任ぜられる。1907年（明治40年）12月21日に工兵中尉に昇進し、1909年（明治42年）11月26日に陸軍砲工学校（15期）高等科を卒業後、更に員外学生として在学した。1911年（明治44年）12月12日に工兵大尉に昇進し、1913年（大正2年）7月10日には東京帝国大学理科大学実験物理学科を卒業した。
その後、陸軍砲工学校教官等を経て、1919年（大正8年）12月1日に工兵少佐に昇進し、電信第一連隊付等を経て、1924年（大正13年）3月15日に工兵中佐に、1928年（昭和3年）3月7日に工兵大佐に昇進。さらに、1929年（昭和4年）8月1日、陸地測量部三角科長を命ぜられ、1932年（昭和7年）5月23日に澎湖島要塞司令官に就任し、同年8月8日に陸軍少将に昇進。
その後、陸地測量部長を経て、1936年（昭和11年）4月28日、陸軍中将に昇進し東京湾要塞司令官に就任。1937年（昭和12年）3月1日待命となり、同月29日予備役に編入された。

## 栄典
- 1904年（明治37年）12月8日 - 正八位[15]
- 1906年（明治39年）4月1日 - 勲六等瑞宝章・明治三十七八年従軍記章[16]
- 1908年（明治41年）3月20日 - 従七位[17]
- 1912年（明治45年）2月10日 - 正七位[18]
- 1913年（大正2年）5月31日 - 勲五等瑞宝章[19]
- 1917年（大正6年）2月28日 - 従六位[20]
- 1920年（大正9年）
  - 4月23日 - 勲四等瑞宝章[21]
  - 11月1日 - 旭日小綬章・大正三年乃至九年戦役従軍記章[22]
- 1922年（大正11年）3月20日 - 正六位[23]
- 1927年（昭和2年）4月15日 - 従五位[24]
- 1928年（昭和3年）4月21日 - 勲三等瑞宝章[25]
- 1932年（昭和7年）5月16日 - 正五位[26]
- 1934年（昭和9年）4月29日 - 勲二等瑞宝章・昭和六年乃至九年事変従軍記章[27]
- 1936年（昭和11年）6月1日 - 従四位[28]
- 1937年（昭和12年）4月28日 - 正四位[29]
- 1940年（昭和15年）8月15日 - 紀元二千六百年祝典記念章[30]

外国勲章佩用允許
- 1924年（大正13年）4月25日 - フランス共和国：レジオンドヌール勲章オフィシエ[31]